# 不完全燃焼
不完全燃焼（ふかんぜんねんしょう、英語：incomplete combustion）は、物質が酸素不足の状態で燃焼することを指す。高温で完全燃焼（英語：complete combustion）した場合の炭水化物はほぼ完全にCO2（および水）のみへ変わるが、不完全燃焼の場合にはすす（黒煙）、一酸化炭素、健康に有害な物質が放出される。
高温で完全燃焼すると気体が青い炎として見えるが、不完全燃焼では明るく橙色の炎となる。転じて、人々が行う物事（スポーツや仕事など）が思うような結果が得られずに燻る様をいう。

## 排ガスとの関係
内燃鉄道車両のディーゼル機関車、気動車や船舶、自動車（特に大型トラックやバスなどのディーゼルエンジン車）などでは、発進時に思い切りアクセルペダルを踏み込んだ場合や高地で発生しやすく、加速が鈍くなる。その一方、木炭自動車では一酸化炭素を主成分とする関係で、不完全燃焼を起こす必要が生じる。
こうした未燃焼ガスが放出されると公害を引きおこすため、工場や車などでは排ガス処理装置を設置し無害化することが法律で規定されている。